# Бродіння умів (оповідання)
«Бродіння умів» (рос. Брожение умов) — оповідання А. П. Чехова, вперше опубліковане у 1884 році.

## Історія
Розповідь був вперше надрукований в журналі в 1884 році в журналі «Осколки», № 24 від 16 червня з підзаголовком: "Клаптик з літопису міста Нищегладска" і підписом: А. Чехонте.
Розповідь увійшов до зібрання творів Чехова, видаване А. Ф. Марксом. За життя Чехова розповідь був переведений на словацьку та шведська мови.
У першій публікації оповідання цензор вніс зміни, які видавець Лейкін змінив на свій розсуд-слово «хвилювання» замінив на «бродіння умів». Чехов також заперечував проти опублікованого видавцем розповіді зі вставкою: «Навіщо ви в листі Акіма Данилича („Бродіння умів“) вставили фразу: „А все через зграю шпаків вийшло…“ Сіль листи ухнула… Городничого зовсім невідомо, через що бунт вийшов, та й йому немає потреби зменшувати свої адміністраторські подвиги такими незначними причинами, як шпаки… Він ніколи не пояснить бунту шпаками… Йому потрібна „ажитація“…». Лейкін виправдовувався тим, що пішов назустріч вимогам цензури.
Фабула оповідання також описувалися в пресі і до А. Чехова.

## Сюжет
Дія оповідання відбувається вдень на базарній площі. Проходили по ній два обивателя, скарбник Евпл Серапионыч Почешихин і кореспондент «Сина вітчизни» Оптимов, звернули увагу на пролетавшую повз зграю скворцов. Зграя села в саду отця протоієрея. Під час обговорення, де ж все-таки сіла зграя, в саду у отця протоієрея або отця диякона Вратоадова, біля них почали збиратися перехожі: три старі прочанки, сам отець протоієрей Восьмистишиев, дячок Евстигней, місцеві відпочиваючі, прикажчики.
Народ став хвилюватися немає де пожежі. Поступово зібралася юрба. Покликали городничого Акім Данілича, який став розганяти присутніх. З'явилися пожежники, які прийшли без води і техніки. Під час хвилювання натовпу, що зібрався в сусідньому шинку зазвучав отриманий з Москви новий орган. Почувши орган, натовп повалила до корчми.
Увечері Акім Данилич в бакалійній крамниці написав листа про цю подію, в якому дякував «зі сльозами Того, хто не допустив до кровопролиття».